# Wojciech Stanisław Gano
Wojciech Stanisław Gano herbu Rawicz – instygator sądu ziemskiego lubelskiego w 1789 roku.